# 乔丹·本特利
乔丹·本特利（英語：Jordan Bentley；1999年4月30日—）是一位英格兰足球运动员，在场上的位置是後衛，出身自職業球會普利茅斯青訓系統。他现在效力于英格蘭足球南部聯賽球队蒂弗頓。

## 職業生涯
2015/16球季，本特利首次在職業聯賽上場，在以5-0大勝哈特尔普尔联的賽事中，他在66分鐘入替.。英格蘭足球聯賽錦標賽對斯旺西城U23的比賽中，他首次先發上場，但因為在半場前累積兩黃而紅牌離場，最終球隊以2-0取勝。2017年9月，他被外借至瑟頓聯，但因為缺乏上場機會而被召回。
2018年1月23日，本特利在訓練期間因為被隊友鏟球而斷腳，需要休養6個月。2018/19球季，他被外借至特魯羅城。
2019年5月7日，普利茅斯宣佈本特利因為持續伤病而被迫自職業足球退役。7月13日，他與英格蘭足球南部聯賽半職業球會蒂弗頓簽約加盟。

## 個人生活
乔丹·本特利是另一名足球員阿龙·本特利的弟弟，同樣曾效力普利茅斯和特魯羅城。